# (32010) 2000 HW54
2000 HW54 (asteroide 32010) é um asteroide da cintura principal. Possui uma excentricidade de 0.22425360 e uma inclinação de 5.94058º.
Este asteroide foi descoberto no dia 29 de abril de 2000 por LINEAR em Socorro.